# Liste der Pfarren im Dekanat Hall
Das Dekanat Hall ist ein Dekanat der römisch-katholischen Diözese Innsbruck.

## Pfarren mit Kirchengebäuden
| Pfarre        | Seelsorgeraum                                           | Patrozinium       | Kirchengebäude                                               | Bild |
| Absam         | Absam – Absam/Eichat – Thaur                            | Hl. Michael       | Basilika St. Michael                                         |      |
| Absam-Eichat  | Absam – Absam/Eichat – Thaur                            | Hl. Josef         | Pfarrkirche Absam-Eichat                                     |      |
| Baumkirchen   | Baumkirchen – Gnadenwald – Mils                         | Hl. Laurentius    | Pfarrkirche Baumkirchen                                      |      |
| Gnadenwald    | Baumkirchen – Gnadenwald – Mils                         | Hl. Michael       | Pfarrkirche Gnadenwald Klosterkirche Gnadenwald              |      |
| Hall in Tirol | Hall (Hall St. Nikolaus – St. Franziskus Hall-Schönegg) | Hl. Nikolaus      | Stadtpfarrkirche Hall in Tirol Filialkirche Hall-Heiligkreuz |      |
| Mils          | Baumkirchen – Gnadenwald – Mils                         | Mariä Himmelfahrt | Pfarrkirche Mils bei Hall                                    |      |
| Hall-Schönegg | Hall (Hall St. Nikolaus – St. Franziskus Hall-Schönegg) | Hl. Franziskus    | Pfarrzentrum Hall-Schönegg                                   |      |
| Thaur         | Absam – Absam/Eichat – Thaur                            | Mariä Himmelfahrt | Pfarrkirche Thaur                                            |      |

## Dekanat Hall
Das Dekanat umfasste sieben Pfarren, ein Pfarrvikariat und zwei Benefiziate. 2018 wurden neun Pfarren genannt.

## Dekane
- bis 2018 Martin Ferner, Pfarrer in Absam-Dorf, Absam-Eichat und Thaur
- seit 2018 Franz Angermayer, Pfarrer in Baumkirchen, Gnadenwald und Mils